# うつくしま電子事典
うつくしま電子事典（うつくしまでんしじてん）は福島県教育委員会が運営している電子事典である。

## 概要
福島県の伝統や文化、人物、自然などを集めた小・中学生向けの教育用コンテンツとして整備された。
「うつくしま電子事典」作成事業は2003年（平成15年）、野口英世が新千円札の肖像に選ばれたのをきっかけとして、事業費1565万円で開始された。作成事業は2004年度（平成16年度）にかけて実施され、福島県が2000年（平成12年）7月に策定したイグドラシル・プラン第1期の成果として位置付けられた。また2003年度および2004年度における緊急雇用創出基金事業の一つでもあった。
2004年4月、最初にインターネット公開されたのは「人物編」で、福島県にゆかりのある室町から昭和にかけての人物212人を取り上げた。
2010年に改訂版が発表され、「自然編」が追加された。